# جيوفري كلارك (لاعب كرة الماء)
جيوفري كلارك (بالإنجليزية: Geoffrey Clark)‏ هو لاعب كرة الماء أسترالي، ولد في 8 فبراير 1969.

## وصلات خارجية
- جيوفري كلارك على موقع الاتحاد الدولي للسباحة (الإنجليزية)
- جيوفري كلارك على موقع أوليمبيديا (الإنجليزية)
- جيوفري كلارك على موقع اللجنة الأولمبية الأسترالية (الإنجليزية)